# فؤاد الكنجي
فؤاد الكنجي فنان تشكيلي من العراق. ولد في عام 1957 في مدينة كركوك بالعراق، وحصل على شهادة البكالوريوس في الفلسفة الحديثة من جامعة بغداد عام 1983.
إضافة إلى الفن التشكيلي اصدر عديد من المؤلفات بداية من ديوان الشعر بعنوان (ضوء على مياه الثلج) عام 1983 في بغداد، ثم ديوان الشعر بعنوان (مراثي الجسد) عام 1984 في بغداد، و ديوان الشعر بعنوان (البكاء الأخير) قصيد ولوحات عام 1985 في بغداد، و ديوان الشعر بعنوان (سحب الذاكرة) قصيد مرسومة عام 1987 في بغداد , و ديوان الشعر بعنوان ( أحزان قلبي ) في بغداد عام  1992، و ثم اصدر ديوان الشعر (حرائق الحب) في جزئيين الأول  تحت عنوان (رسالة ساخنة إلى الخائنة –م- واللامعقول في سيكولوجية الحب) ، أما الثاني فقد أتى تحت عنوان (قسوة الحرائق) عام 1993 في بغداد , وكذلك اصدر ديوان الشعر بعنوان (رماد الأجساد) في بغداد عام  1993 , و ديوان الشعر بعنوان( صرخة المساء ) في بغداد عام 1995 , و له ديوان شعر بعنوان ( لحظات الحب ) صدر بمقاطع قصيرة على عمود الصفحة الأخيرة في جريدة نركال وعلى مدى ثمانية أعوام ، اما في مجال الدراسات فقد ألف كتاب بعنوان ( دراسة جمالية في التربية المعاصرة ) طبع ولم يصدر , و كتاب بعنوان ( قاموس الأحلام ) موسوعة لتفسير رموز الأحلام لم يطبع , و كتاب بعنوان (الفن والأسس الجمالية) لم يطبع , و كتاب بعنوان ( نعم احبك) لم يطبع , و كتاب بعنوان ( جان دمو الإنسان ) دراسة لحياة الشاعر.. نشر  بأجزاء في جريدة نركال. اما في مجال الأعلام والصحافة فقد أسس جريدة نركال و ترأس تحريرها ، حيث كانت تصدر في مدينة كركوك- العراق منذ عام 2003 , حيث صدر العدد الأول في 8-10-2003 ولغاية اذار عام 2011 حيث غادر العراق مهاجرا إلى كندا لظروف سياسية.

## عضويات
- عضو عامل في نقابة الفنانين العراقيين منذ عام 1981.
- عضو في اتحاد العام للأدباء والكتاب العراقيين منذ عام 1982.
- عضو في نقابة صحفيي كردستان منذ عام 2003
- عضو في نقابة فنانين كردستان منذ عام 2007.
- عضو في الاتحاد الدولي للصحفيين (ifj ) منذ عام 2007.

## الفن
خاض فؤاد الكنجي تجربته الفنية الأولى  برسم اللوحات الانطباعية في سبعينات القرن العشرين ثم تغيّر الأسلوب الفنّي تدريجياً في مطلع الثمانيات ليعانق التخطيطات بالحبر اسود وابيض وباحثا عن قيمة الرمز في التعبير لتكون السريالية قبلته الأخيرة.
اللوحات الزيتية يستخدم الفنان فواد الكنجي  في الغالب، القماش والألوان الزيتية كأدوات للرسم
تتميز رسومه بالوجوه المعبرة عن الواقع المؤلم الذي يعيشه الإنسان   فهو يقول  ((لا فائدة من التعبير عن الواقع  ان لم يكن هذا الواقع قد نشا من خلال تلك المشاعر التي استفحمت وتحولت إلى موجات ساحرة تحتوي الموضوع )) فالتدرجات اللونية  والفضاء الواسع في لوحات فواد الكنجي كما جاءت في ثلاثين عملا زيتيا عرضت بمعرض الشخص الثاني حيث يسلط الضوء على أشكال معبرة بقسوة عن الواقع الذي يعيشه الإنسان حيث يتداخل التعبير برموز معبره عن الآلام، بانسجام موضوعي، بعض هذه  الرموز المادية الصغيرة تدخل  بطريقة طارئة مع التكوينات الرئيسية ، كخطوط مستقيمة متقاطعة أو متوازية تتجاور مع الشكل المحوري في اللوحة.
انّ معظم الأشكال السريالية، في لوحات فواد الكنجي (( تستنهض ما في مخيلة من تفاصيل المادة في تلك المفردات مقدرة على إيصال المحتوى في حبكة قوية ليأخذ أداءها في الحركة والتجسيد بعد أن يأخذ الحس بعده في التحليل الذاتي عبر مراحل التأمل والملاحظة والتحليل الموجهة من الفكر ليضع لها بالتجربة الروحية العميقة ملامحها الأخيرة . فتاتي عناصر اللون والخط والمساحة لتفتح باب المشاعر عن الرؤيا عبر هواجس الفنان المشخصة من خلال محاكاة الوقع ضمن بعده الجمالي لتخلق صورة تراجيدية يتبلور تكوينها حال اختزالها في ذاكرة الفنان م روح الأشياء التي تبقى على معراج الفن بين العناق والتلاحم في صورة يبزغ نورها في تلك الطقوس وفي تلك العلاقة الأصيلة القائمة بين الجسد والأرض ، تلك الخصوصية لتي تصاحب الإحباط بالحب عبر دائرة تفتح أمام وجهك صرخة تقول ( .. أبدا انك عاشق ياهذا ........).)) هكذا يعبر الفنان فواد الكنجي في لوحاته (( فكل التواء بين تقاسيم الجسد والأرض تقيم شبك من خطوط منتزعة من الشعور والإحساس بتلك المظاهر البشرية المقيمة على كرتنا الأرضية ، فرحة .. حزينة.. تعبة .. هانئة .. وهي أبدا حاضرة بتفاصيل العشق و غياب النهاية ....
تلك هي نقطة البداية بين البعد ألزماني والمكاني عن سر التداخل والانفكاك  في بنيتهما لتلك الكيفية التي تكون مثقلة بمعان الحب والموت والعشق والفرح .. تلك المفردات التي تحاور الجسد و الأرض وهي اشد التحاما  واشد ابتعادا  .. بحثا عن فسحة للتنفس والانطلاق من ذلك الحصار الروحي وعن كل ما يعيق الخروج من حيز الأرض ..  والمدى.. والامتداد .. والاتصال .. والديمومة .. والماضي ..))
وعى هذا الأساس البنيوي يمضي الفنان فواد الكنجي في  الرسوم التخطيطية التي تمتاز، عادةً، بارجحية استخدام الحبر الأسود والورق الأبيض تتصف معظم تخطيطات الفنان الكنجي  بالرمزي   ففي معرض الشخصي الرابع يقدم ( بحثا عن قيمة الرمز في الابداع الفني )  وهو معرض حضره أساتذة الجامعة وكبار مسؤوليين في الدولة العراقية حيث افتتحه الأستاذ سعدون حمادي رئيس الوزراء وكبار التشكليين العراقيين منهم الاستاذ إسماعيل الشيخلي وليلى العطار،  في عام 1987 حيث شمل رسوما تخطيطية استخدم أشكال رمزية ذات التكوين المُعقّد وذات المضمون العميق وتنوّع الأفكار و الإدراك فان طريقة النظر إلى الأشياء كما يقول الفنان فواد الكنجي  في بحثه المقدم والمزود بكراس خاص بالمعرض ،(( لا يتم الا من خلال الخيال الذي يربط بين  الفكر  والظاهرة والإحساس فيشل إيقاعا في مساحة اللون الأسود والأبيض الذين يسترجع النبض من خلال الاختناق المتولد عن انفصال الروح والانحصار في الزمن والمكان  ليكون قادما على اعتناق الأمل ثم تحطيم الزمن والمكان في ذلك الاختناق الذي يبد  باللون الأسود ولكن دون جدوى حيث يكون الأبيض هو الروح المتوهجة في عطش الأرض والجسد يتجلى في السماء حيث يأخذ أعماقه مع الأفق الممتد في مد رهيب ..
وهنا يقول الفنان فواد الكنجي ان نقبل الرمز في هذه المرحلة ينبع في مخاض الوعي كقيمة لا يمكن إدراكه الا من خلاله كمظهر لتزامن العلاقة بينهما ولإتمام تنظيمه في المخيلة .
ان جمال العمل هو على ما ينظمه هذا الرمز ( كحد ) القائم بين الرؤية الرؤى والمتحقق في قيمة غايته  وهو بالتالي انعكاس لحالة الإحساس في تكوين تركيب العمل الفني  ، فبطبيعة عنصره المعقد نتيجة التخيلات المختزلة والمختزنة يترك مظهره على ما ينطوي من العلاقات في معاني المتصلة بين ما يوقظ في الوعي وبين ما يختزل في الرؤى من افتراضات تلقي ضروبها أثناء عملية استنطاقها في اللوحة بالغرابة ، )) وهذا ما سعى اليه الفنان فواد الكنجي تقديمه عبر لوحاته من خلال مسيرته الفنية .

## المعارض
•1980 المعرض الشخصي الأول  واقيم في قاعة الاعلام الداخلي في كركوك وتضمن ( 87) عملا زيتيا، افتتح المعرض نقيب الفنانين آنذاك الأستاذ حقي الشبلي .
•1983 المعرض الشخصي الثاني أقيم في قاعة المتحف الوطني للفن الحديث في بغداد وتضمن العرض ( 30 ) عملا زيتي  افتتح المعرض الاستاذ لطيف انصيف جاسم وليلى العطار  وزود المعرض بدليل خاص عدد صفحاته (8) صفحات   كتب مقدمة الكراس الفنان فواد الكنجي.
•1984  المعرض الشخصي الثالث  أقيم المعرض في قاعة المتحف الوطني للفن الحديث في بغداد وتضمن العرض (70) عملا تخطيطيا بالأسود والأبيض افتتح المعرض الاستاذ سعدون حمادي  رئيس الوزراء  وزود المعرض الشخصي الثالث بدليل خاص عدد صفحات الكراس ( 24 ) صفحة  كتب مقدمته الفنان فواد الكنجي .
•1987  المعرض الشخصي الرابع  أقيم المعرض في قاعة الرشيد  بغداد  مدخل شارع الرشيد  وتضمن العرض (30) عملا تخطيطيا بالأسود والأبيض  قدم المعرض كبحث اكادمي زود بكراس  ب( 28) صفحة  تحت عنوان سحب الذاكرة ، بحث في قمة الرمز في الابداع الفني.
إحصائية توثيقة بم نشر عن فواد الكنجي
•جريدة بغداد  ابزيرفر ،العدد(4790) في 7/6/1983 ، تنشر خبر عن افتتاح المعرض الشخصي الثاني للفنان فواد الكنجي واستمرت الجريدة في نشر الخبر في الأعداد (4796) و (4797) و (4798) و (4799) 
•جريدة الثورة ،العدد(4780) في 19/6/1983 ، تنشر مقالا تحت عنوان (كيف يرى الكنجي الاشياء – المعرض الجديد صورة لمعانات الإنسان ) تحقيق خاص بالجريدة . 
•جريدة الجمهورية ، العدد (5041)في 23/6/1983 ، تنشر مقالة تحت عنوان ( حالات إنسانية في بنية تشكيلية ) تحقيق بقلم خوله إبراهيم .
•جريدة القادسية ، العدد (919) في 18/ 6/ 1983 ، تشر مقالة تحت عنوان ( هواجس إنسانية لفنان شاب ) تحقيق بقلم صباح ناهي .
•	جريدة بغداد ابزيرفر ، العدد (4811) في 25/6/1983 ، تنشر مقالة مطولة باللغة الإنكليزية تحت عنوان (المواضيع الإنسانية في الحياة ).
•	مجلة الطليعة الأدبية ، العدد (9) لسنة التاسعة عام 1983 ، تنشر حوارا مطولا مع الفنان فواد الكنجي  أجرى الحوار سالم قنديله .
•	جريدة الجمهورية ، العدد (5133) في 23/ 9 / 1983 تنشر خبر عن صدور الديوان الأول لشاعر فواد الكنجي تحت عنوان ( ضوء على مياه الثلج ) .
•	جريد الجمهورية ، العدد (5164 ) في 24/10/1983 تنشر تحقيقا عن الديوان الشعر الأول لشاعر فواد الكنجي ( ضوء على مياه الثلج ) .
•	جريدة الثور ، العدد (4956) ف 12/11/1983 تنشر خبر ن صدور الديوان الشعر الأول لشاعر فواد الكنجي ( ضوء على مياه الثلج ) .
•	في عام 1983  يختار الشاعر ( وهاب رزاق شريف ) إحدى لوحات فواد الكنجي كصورة لغلاف ديوانه الشعري الموسوم ( الأمل العاشق ).
•	جريدة الثورة ، العدد(5024) في 18/2/1984 تنشر خبر عن افتتاح المعرض الشخصي الثالث للفنان التشكيلي فواد الكنجي .
•	جريدة الثورة ، العدد (5025) في 19/2/1984 نشر خبر وتحقيق مع الصورة وعلى الصفحة الأول للجريدة عن زيارة الاستاذ سعدون حمادي وافتتاحه المعرض الشخص الثالث للفنان فواد الكنجي .
•	جريدة الجمهورية ، العدد (5282) في 19/2/ 1984 نشر خبر مع الصورة  وتحقيق  وعلى الصفحة الأول للجريدة عن زيارة الاستاذ سعدون حمادي وافتتاحه المعرض الشخص الثالث للفنان فواد الكنجي .
•	جريدة العراق ، العدد (2448) في 19/2/ 1984 نشر خبر مع الصورة  وتحقيق  وعلى الصفحة الأول للجريدة عن زيارة الاستاذ سعدون حمادي وافتتاحه المعرض الشخص الثالث للفنان فواد الكنجي .
•	جريدة الجمهورية ، العدد (5285) في 22/2/1984 تنشر خبر عن افتتاح المعرض الشخصي الثالث للفنان فواد الكنجي .
•	جريدة الثورة ، العدد 5027) في 21/2/1984 تنشر مقالة تحت عنوان ( تخطيطات .. عوالم .. وطقوس ) عن المعرض الشخصي الثالث للفنان فواد الكنجي أجرى التحقيق بقلم ناديه أحمد .
•	جريدة بغداد اوبزيرفر ، العدد (5037) في 1/3/1984 تنشر دراسة مطولة بالغة الإنكليزية تحت عنوان ( هل الشر سينصر ) عن المعرض الشخصي الثالث للفنن فواد الكنجي  بقلم سوسن فيصل .
•	جريدة القادسية ، العدد (1132) في 28/2/1984 تنشر دراسة  تحت عنوان ( وقفة في معرض الكنجي ) عن المعرض الشخصي الثالث للفنان فواد الكنجي  دراسة خاصة بهيئة تحرير صفحة الجريدة .
•	جريدة العراق ، العدد(2452) في 23/2/1984 تنشر مقالة  تحت عنوان ( جولة في مخيلة الفنان الكنجي ) عن المعرض الشخصي الثالث للفنان فواد الكنجي بقلم جاسم محمد سالم .
•	جريد الثورة ، العدد (5187) في 30/7/1984 تنشر خبر عن صدور الديوان الشعري الثاني للشاعر والفنان فواد الكنجي تحت عنوان (مراثي الجسد ) .
•	جريدة لجمهورية ، العدد (5441)في 17/7/1984 تنشر خبر عن صدور الديوان الشعري الثاني للشاعر والفنان فواد الكنجي تحت عنوان (مراثي الجسد ) .
•	جريدة العدل ، العدد(43) في 10/11/1984 تنشر خبر وتعريف عن الديوان الشعري الثاني للشاعر فواد الكنجي ( مراثي الجسد ) بقلم الناقد قديفي .
•	جريدة صوت الاثوريين  الصارة في شيكاغو الأمريكية ، العدد(13) في 12/ 1984  تنشر مقالة تحت عنوان ( مقتطفات عن الأعمال ونشاطات الفنان فواد الكنجي ) بقلم قليمس الكنجي .
•	في عام (1985) يصدر في بغداد  الشاعر فواد الكنجي ديوانه الشعري الثالث تحت عنوان (البكاء الاخير)مزود بلوحات خاصة بالديوان بريشة الشاعر نفسه .
•	جريدة الجمهورية ،العدد (6633)في 12/11/1987تنشر خبر وتحقيق عن افتتاح المعرض الشخصي الرابع للفنان التشكيلي فواد الكنجي والموسوم تحت عنوان ( سحب الذاكرة ) .
•	جريد القادسية ، العدد (2350) في 18/11/1987 تنشر خبر عن افتتاح المعرض الشخصي الرابع للفنان فواد الكنجي عل قاعة الرشيد .
•	جريدة الجمهورية ، العدد (6640) في 19/11/1987 تنشر خبر عن افتتاح المعرض الشخصي الرابع للفنان فواد الكنجي عل قاعة الرشيد.
•	جريدة صوت الاثوريين  الصارة في شيكاغو الأمريكية ، العدد(16) لسنة 1987   تنشر مقالة تحت عنوان ( الكنجي والمعرض الرابع  ) بقلم قليمس الكنجي .
•	جريدة بغداد اوبزيرفر ، العدد  (6361) في 18/11/1987 تنشر خبر عن افتتاح المعرض الشخصي الرابع للفنان فواد الكنجي عل قاعة الرشيد وتستمر الجريدة بنشر هذا الخبر في الأعداد ألاحقة ولغاية العدد ( 6375) في 2/ 12/1987 .
•	
•	في عام (1987) تصدر وزارة الثقافة والاعلام دائرة الفنون التشكيلية كراسا  من (28) صفحة تحت عنوان ( سحب الذاكرة ) بحث عن قيمة الرمز في الابداع الفني  للفنان التشكيلي فواد الكنجي  واعتبر دليلا خاص بالمعرض الشخصي الرابع  والمعرض كان بمثابة قصيدة من ثلاثون مقطع صور كل مقطع بلوحة تخطيطية  والشاعر فواد الكنجي اتخذه كديوان الرابع له .
•	في عام ( 1992) يصدر في بغداد  الشاعر والفنان فواد الكنجي ديوانه الشعري الخامس تحت عنوان ( احزان قلبي  )وقد وثق  في دار الكتب والوثائق العراقية سهوا تحت اسم ( اصوات قلبي) .
•	تلفزيون كركوك ،  في يوم ( 13/4/ 1992 )تجري مقابلة في التلفزيون كركوك الساعة السادسة والنصف مع الفنان التشكيلي والشاعر فواد الكنجي  استمر اللقاء نصف ساعة أجرى الحوار اوشانا جنو.
•	في عام ( 1993) يصدر في بغداد  الشاعر فواد الكنجي ديوانه السادس بجزئيين  الأول  تحت عنوان ( حرائق الحب ) وقد اتى الجزء الأول تحت عنوان ( رسالة ساخنة إلى الخائنة –م- واللامعقول في سيكولوجية الحب ) اما الناني وهو الديوان السابع   فقد اتى تحت عنوان ( قسوة الحرائق ).
•	. في عام ( 1993) يصدر في بغداد  الشاعر فواد الكنجي ديوانه  الشعري الثامن تحت عنوان ( رماد الاجساد .
•	في عام ( 1995) يصدر في بغداد  الشاعر فواد الكنجي ديوانه  الشعري الثالث تحت عنوان ( صرخة المساء )
•	في عام ( 2003) أسس جريدة نركال   و رئس تحريرها ، حيث كانت تصدر في مدينة كركوك- العراق  منذ عام 2003 حيث صدر العدد الأول في 8-10-2003 ولغاية  اذار  2011
•	له ديوان الشعر بعنوان ( لحظات الحب ) صدر بمقاطع قصيرة   وعلى عمود الصفحة الأخيرة في جريدة نركال وعلى مدى ثمانية أعوام .
•	له أيضا كتاب بعنوان ( جان دمو الإنسان )   دراسة لحياة الشاعر.. نشر  بأجزاء في جريدة نركال .
•	اما في مجال الدراسات : - له كتاب بعنوان (  دراسة جمالية في التربية المعاصرة ) طبع ولم يصدر .
•	له أيضا كتاب بعنوان ( قاموس الأحلام )   موسوعة لتفسير رموز الأحلام لم يطبع .
•له أيضا كتاب بعنوان (الفن والأسس الجمالية) لم يطبع .
•له أيضا كتاب بعنوان ( نعم احبك) لم يطبع